# 1976年の日本シリーズ
1976年の日本シリーズ（1976ねんのにっぽんシリーズ、1976ねんのにほんシリーズ）は、1976年10月23日から11月2日まで行われたセ・リーグ優勝チームの読売ジャイアンツとパ・リーグ優勝チームの阪急ブレーブスによる第27回プロ野球日本選手権シリーズである。

## 概要
上田利治監督率いる阪急ブレーブスと長嶋茂雄監督率いる読売ジャイアンツの対決となった。
V9巨人に5度挑戦して一度も勝てなかった阪急が、3連勝 - 3連敗の後の第7戦で、本シリーズを制した。3連勝の後に3連敗したチームが日本シリーズを制した事例は、2022年の日本シリーズ終了時点で他にない。
なお本シリーズ開始前まで、巨人は1970年以来日本シリーズにおいて本拠地後楽園球場では10連勝中だったが、初戦の敗戦により本拠地での連勝は10で止まった。
3連勝した第3戦の試合後に福本豊がインタビューで、リーグの公式戦で中位だった近鉄やロッテでも「3試合やれば（阪急に）1つは勝つ」と発言。これを聞いた巨人ナインは怒りをあらわにした。

## 試合結果
| 日付                                 | 試合   | ビジター球団（先攻） | スコア   | ホーム球団（後攻） | 開催球場     |
| ------------------------------------ | ------ | -------------------- | -------- | ------------------ | ------------ |
| 10月23日（土）                       | 第1戦  | 阪急ブレーブス       | 6 - 4    | 読売ジャイアンツ   | 後楽園球場   |
| 10月24日（日）                       | 第2戦  | 雨天中止             | 雨天中止 | 雨天中止           | 後楽園球場   |
| 10月25日（月）                       | 第2戦  | 阪急ブレーブス       | 5 - 4    | 読売ジャイアンツ   | 後楽園球場   |
| 10月26日（火）                       | 移動日 | 移動日               | 移動日   | 移動日             | 移動日       |
| 10月27日（水）                       | 第3戦  | 読売ジャイアンツ     | 3 - 10   | 阪急ブレーブス     | 阪急西宮球場 |
| 10月28日（木）                       | 第4戦  | 雨天中止             | 雨天中止 | 雨天中止           | 阪急西宮球場 |
| 10月29日（金）                       | 第4戦  | 読売ジャイアンツ     | 4 - 2    | 阪急ブレーブス     | 阪急西宮球場 |
| 10月30日（土）                       | 第5戦  | 読売ジャイアンツ     | 5 - 3    | 阪急ブレーブス     | 阪急西宮球場 |
| 10月31日（日）                       | 移動日 | 移動日               | 移動日   | 移動日             | 移動日       |
| 11月1日（月）                        | 第6戦  | 阪急ブレーブス       | 7 - 8    | 読売ジャイアンツ   | 後楽園球場   |
| 11月2日（火）                        | 第7戦  | 阪急ブレーブス       | 4 - 2    | 読売ジャイアンツ   | 後楽園球場   |
| 優勝：阪急ブレーブス（2年連続2回目） |        |                      |          |                    |              |

### 第1戦
10月23日　後楽園　入場者40659人
| 阪急 | 0 | 1 | 0 | 0 | 3 | 0 | 0 | 1 | 1 | 6 |
| 巨人 | 2 | 0 | 0 | 0 | 0 | 2 | 0 | 0 | 0 | 4 |

（急）山田、○山口（1勝） - 中沢
（巨）堀内、●小林（1敗） - 吉田孝
本塁打
（急）中沢1号ソロ（9回小林）
（巨）王1号2ラン（6回山田）
[審判]セ岡田（球）パ斎田　セ山本　パ吉田（塁）セ松橋　パ道仏（外）
公式記録関係（日本野球機構ページ）

### 第2戦
10月25日　後楽園　入場者47452人
| 阪急 | 0 | 2 | 0 | 0 | 2 | 0 | 0 | 1 | 0 | 5 |
| 巨人 | 0 | 0 | 0 | 1 | 0 | 0 | 2 | 1 | 0 | 4 |

（急）○足立（1勝）、S山口（1勝1S） - 中沢
（巨）●ライト（1敗）、加藤初、新浦 - 吉田孝、矢沢
本塁打
（巨）王2号ソロ（7回足立）
[審判]パ道仏（球）セ松橋　パ斎田　セ山本（塁）パ久保山　セ谷村（外）
公式記録関係（日本野球機構ページ）

### 第3戦
10月27日　西宮　入場者29241人
| 巨人 | 0 | 0 | 2 | 0 | 0 | 0 | 0 | 1 | 0 | 3  |
| 阪急 | 4 | 0 | 0 | 0 | 3 | 0 | 0 | 3 | X | 10 |

（巨）●加藤初（1敗）、小林、倉田 - 吉田孝、矢沢
（急）○山田（1勝） - 中沢
本塁打
（急）マルカーノ1号3ラン（5回小林）
[審判]セ谷村（球）パ久保山　セ松橋　パ斎田（塁）セ岡田　パ吉田（外）
公式記録関係（日本野球機構ページ）

### 第4戦
10月29日　西宮　入場者23443人
| 巨人 | 0 | 1 | 0 | 0 | 0 | 0 | 1 | 0 | 2 | 4 |
| 阪急 | 1 | 0 | 1 | 0 | 0 | 0 | 0 | 0 | 0 | 2 |

（巨）堀内、○小林（1勝1敗） - 矢沢、吉田孝
（急）足立、●山口（1勝1敗1S） - 中沢
本塁打
（巨）王3号ソロ（2回足立）、柴田1号2ラン（9回山口）
（急）福本1号ソロ（1回堀内）
[審判]パ吉田（球）セ岡田　パ久保山　セ松橋（塁）パ道仏　セ山本（外）
阪急の先発は足立、巨人の先発は堀内。
阪急は1回裏福本の1号本塁打で1点を挙げ先制。巨人は2回表に王の3号本塁打で1対1の同点に追いつく。阪急は3回裏に加藤の三塁打で2対1と勝ち越す。巨人は5回表二死から柴田が三塁打で出塁すると、阪急は先発の足立から山口に交代、山口は次打者の高田を三球三振に打ち取る。
巨人は7回表1死から3者連続の四球で満塁の好機を作ると、柴田の犠飛で1点を挙げて2対2の同点に追いつく。巨人は7回裏から小林が登板し阪急の攻撃を抑える。巨人は9回表にジョンソン、矢沢が2者連続で三振に倒れ二死となる。打席は投手の小林が立ち、監督の長島は小林に対し三振するよう指示する。しかし小林は山口の4球目を強振し、一、二塁間を抜く安打で出塁。そして次打者の柴田が山口の初球をとらえ右翼席に飛び込む1号2点本塁打を放ち、4対2と勝ち越す。そして9回裏、小林が阪急の攻撃を無失点で抑え、巨人が4対2で勝利。巨人はシリーズ初勝利を挙げた。
公式記録関係（日本野球機構ページ）

### 第5戦
10月30日　西宮　入場者26099人
| 巨人 | 0 | 0 | 0 | 4 | 0 | 0 | 1 | 0 | 0 | 5 |
| 阪急 | 0 | 0 | 0 | 1 | 0 | 0 | 0 | 2 | 0 | 3 |

（巨）○ライト（1勝1敗）、加藤初、S小林（1勝1敗1S） - 吉田孝
（急）●山田（1勝1敗）、白石、戸田、山口 - 中沢、宇野、河村
本塁打
（巨）ライト1号2ラン（4回山田）
[審判]セ山本（球）パ道仏　セ岡田　パ久保山（塁）セ谷村　パ斎田（外）
公式記録関係（日本野球機構ページ）

### 第6戦
11月1日　後楽園　入場者44948人　（延長10回サヨナラ）
| 阪急 | 2 | 0 | 0 | 2 | 3 | 0 | 0 | 0 | 0 | 0  | 7 |
| 巨人 | 0 | 0 | 0 | 0 | 2 | 3 | 0 | 2 | 0 | 1x | 8 |

（急）山口、●山田（1勝2敗） - 中沢
（巨）堀内、加藤初、○小林（2勝1敗1S） - 吉田孝、矢沢
本塁打
（急）ウイリアムス1号3ラン（5回加藤初）
（巨）淡口1号3ラン（6回山口）、柴田2号2ラン（8回山田）
[審判]パ斎田（球）セ谷村　パ道仏　セ岡田（塁）パ吉田　セ松橋（外）
公式記録関係（日本野球機構ページ）

### 第7戦
11月2日　後楽園　入場者45967人
| 阪急 | 0 | 0 | 1 | 0 | 0 | 0 | 2 | 1 | 0 | 4 |
| 巨人 | 0 | 0 | 0 | 0 | 1 | 1 | 0 | 0 | 0 | 2 |

（急）○足立（2勝） - 中沢
（巨）●ライト（1勝2敗）、小林、堀内 - 吉田孝
本塁打
（急）森本1号2ラン（7回ライト）、福本2号ソロ（8回ライト）
（巨）高田1号ソロ（5回足立）
[審判]セ松橋（球）パ吉田　セ谷村　パ道仏（塁）セ山本　パ久保山（外）
巨人は6回、逆転してなおも一死満塁の好機が続き、巨人ファン一色のスタンドがマウンド上の足立にプレッシャーをかけるが、足立は「もっと騒げ、たかが野球じゃないか。負けたって命まで取られるわけじゃない」と水を打ったように冷静だったという。その冷静なピッチングでこの日先発五番打者の淡口を投ゴロ併殺に仕留めた。直後の7回、阪急は森本の2ラン本塁打で逆転。結局、足立が125球完投、阪急の2年連続日本一が決定した。
公式記録関係（日本野球機構ページ）

## 表彰選手
- 最優秀選手賞 福本豊（阪急）
- 最優秀投手賞 足立光宏（阪急）
- 打撃賞 福本豊（阪急）、柴田勲（巨人）
- 技能賞 マルカーノ（阪急）
- 優秀選手賞 ウイリアムス（阪急）
- 敢闘賞 柴田勲（巨人）

## テレビ・ラジオ中継

### テレビ中継
- 第1戦:10月23日
  - 日本テレビ 実況：赤木孝男 解説：森昌彦（現・祇晶） ゲスト解説：野村克也（南海選手兼任監督）
- 第2戦:10月25日
  - 日本テレビ 実況：浅見源司郎 解説：村山実 ゲスト解説：野村克也
- 第3戦:10月27日
  - 関西テレビ≪フジテレビ系列≫ 解説：岡本伊三美、荒川博（この年途中までヤクルト監督） ゲスト解説：広瀬叔功（南海）、池谷公二郎（広島）
- 第4戦:10月29日
  - 関西テレビ≪フジテレビ系列≫ 解説：岡本伊三美、荒川博 ゲスト解説：広瀬叔功、池谷公二郎
  - NHK総合 実況：羽佐間正雄 解説：鶴岡一人、川上哲治
- 第5戦:10月30日
  - 関西テレビ≪フジテレビ系列≫ 解説：岡本伊三美、荒川博 ゲスト解説：広瀬叔功
- 第6戦:11月1日
  - 日本テレビ 実況:小川光明 解説：別当薫（翌年から大洋監督） ゲスト解説：野村克也
- 第7戦:11月2日
  - 日本テレビ 実況:赤木孝男 解説：森昌彦 ゲスト解説：野村克也

### ラジオ中継
- 第1戦:10月23日
  - NHKラジオ第1 解説：鶴岡一人、小西得郎（翌年、逝去。この年が最後の日本シリーズ解説となった）
  - TBSラジオ（JRN） 解説：稲尾和久、牧野茂
  - 文化放送（NRN） 解説：別所毅彦、福田昌久 ゲスト解説：安田猛（ヤクルト）
  - ニッポン放送（NRN） 実況：深澤弘
- 第2戦:10月25日
  - NHKラジオ第1 解説：川上哲治
  - TBSラジオ（JRN） 解説：稲尾和久、牧野茂
  - 文化放送（NRN） 解説：別所毅彦、福田昌久 ゲスト解説：安田猛
  - ニッポン放送（NRN） 実況：枇杷阪明 解説：豊田泰光
  - ラジオ関東（現・ラジオ日本） 解説：有本義明
- 第3戦:10月27日
  - NHKラジオ第1 解説：加藤進
  - TBSラジオ（JRN） 解説：稲尾和久、牧野茂
  - 文化放送（NRN） 解説：別所毅彦、福田昌久
  - ニッポン放送（NRN） 解説：小山正明 ゲスト解説：野村克也
  - ラジオ関東 解説：有本義明、笠原和夫
- 第4戦:10月29日
  - NHKラジオ第1 解説：加藤進
  - TBSラジオ（JRN） 解説：稲尾和久、牧野茂
  - 文化放送（NRN） 解説：花井悠 ゲスト解説：野村克也
  - ニッポン放送（NRN） 実況：深澤弘 解説：土井淳
  - ラジオ関東 解説：有本義明、笠原和夫
- 第5戦:10月30日
  - NHKラジオ第1 解説：鶴岡一人
  - TBSラジオ（JRN） 解説：稲尾和久、牧野茂
  - 文化放送（NRN） 解説：別所毅彦、福田昌久
- 第6戦:11月1日
  - NHKラジオ第1 解説：川上哲治
  - TBSラジオ（JRN） 解説：稲尾和久、牧野茂
  - 文化放送（NRN） 解説：別所毅彦、福田昌久
  - ニッポン放送（NRN） 実況：深澤弘 解説：土橋正幸 ゲスト：大橋巨泉
  - ラジオ関東 解説：有本義明、千葉茂
- 第7戦:11月2日
  - NHKラジオ第1 解説：鶴岡一人
  - TBSラジオ（JRN） 解説：稲尾和久、牧野茂
  - 文化放送（NRN） 解説：別所毅彦、福田昌久
  - ニッポン放送（NRN） 実況：深澤弘 解説：土橋正幸、土井淳
  - ラジオ関東 解説：有本義明、千葉茂